# Demba Maïnassara
Demba Maïnassara (* 1910 in Damana; † 1. August 1996 in Niamey; auch Damba Maïnassara) war ein nigrischer Offizier.

## Leben
Demba Maïnassara gehörte der Zarma-Untergruppe Sudié an. Er diente während der Kolonialherrschaft Frankreichs in Niger dreißig Jahre lang in den französischen Streitkräften. Dort erhielt er 1957 den Rang eines Hauptmanns.
Mit der Unabhängigkeit Nigers im Jahr 1960 war Demba Maïnassara neben Bala Arabé, Amadou Diallo, Henri Dupuis-Yacouba, Seyni Kountché und Moussa Tondi einer von sechs Offizieren, die in die neuen nigrischen Streitkräfte übernommen wurden. Im Jahr 1961 wurde er zum Major erhoben und zum historisch ersten Chef des Generalstabs der nigrischen Streitkräfte ernannt. Als solcher war er, zuletzt im Rang eines Obersts, während der Ersten Republik (1960–1974) unter Staatspräsident Hamani Diori und PPN-RDA-Parteichef Boubou Hama tätig. Maïnassara ging 1969 in den Ruhestand. Sein Nachfolger als Chef des Generalstabs wurde Bala Arabé. Von 1975 bis 1976 wirkte er noch als Großkanzler der Nationalorden.
Maïnassara war verheiratet und hatte 16 Kinder.